# Бозио
Бо̀зио (на италиански: Bosio; на пиемонтски: Beuso, Беузо, на местен диалект: Bêuxo, Беузо) е село и община в Северна Италия, провинция Алесандрия, регион Пиемонт. Разположено е на 358 m надморска височина. Населението на общината е 1239 души (към 2010 г.).